# Aaliyah Edwards
Aaliyah Edwards est une joueuse de basket-ball internationale canadienne née le 9 juillet 2002 à Kingston en Ontario.
Elle joue pendant quatre ans pour les Huskies du Connecticut.
Elle est sélectionnée en sixième position de la Draft WNBA 2024 par les Mystics de Washington.

## Biographie
Aaliyah Edwards naît le 9 juillet 2002 à Kingston en Ontario au Canada. Elle a deux frères, Jermaine et Jahmal, avec qui elle commence à jouer au basket-ball en partage leur passion pour Kobe Bryant. Elle étudie au Crestwood Preparatory College de Toronto où elle fait partie de l'équipe.
Avec une moyenne de 17,6 points par match, 9 rebonds, 74 % de lancers francs réussis, elle a terminé sa carrière NCAA avec plus de 1 000 points.

### Carrière NCAA
Aaliyah Edwards est recrutée en 2020 par l'université du Connecticut, dont l'équipe de basket-ball des Huskies du Connecticut est entraînée par Geno Auriemma. Elle est proclamée recrue de l’année de la Big East Conference en 2021. Les Huskies terminent la saison en première position et participent au Final Four du tournoi de la NCAA.
En décembre 2022, avec 23 points et 20 rebonds dans la victoire de UConn contre les Bluejays de Creighton. elle devient la première joueuse des Huskies à datteindre la marque des vingt unités dans ces deux catégories statistiques depuis Maya Moore en 2010.
Lors de sa dernière année, elle est sélectionnée dans la première équipe All-Big East et dans la deuxième équipe All-America de l'USBWA, United States Basketball Writers Association. Les Huskies se qualifient pour le Final Four NCAA 2024 mais s'inclinent de deux points en demi-finale face aux Hawkeyes de l'Iowa, emmenées par Caitlin Clark.

### Carrière WNBA
Aaliyah Edwards est sélectionnée en sixième position au premier tour de la Draft WNBA 2024 par les Mystics de Washington. Elle s'engage avec la franchise le 18 avril 2024.
Joueuse d'1,90m, Aaliyah Edwards est réputée pour ses qualités tactiques en défense, son intensité et sa puissance physique. Elle joue avec masque de protection depuis qu'elle s'est cassé le nez en 2022. Elle est également reconnaissable à ses longues tresses jaunes et violettes qu'elle porte en hommage aux Lakers de Los Angeles et à leur joueur star Kobe Bryant, un rappel constant de la Mamba Mentality,.

### Carrière internationale
Aaliyah Edwards fait ses débuts avec l’équipe du Canada féminine de basket-ball à l’âge de 16 ans. Sélectionnée pour participer aux Jeux olympiques à Tokyo 2020, elle est la plus jeune membre de la sélection. Elle fait de nouveau partie de la cette sélection lors de l'édition suivante à Pais.

## Palmarès individuel
- Big East Most Improved Player of the Year (2023) (joueuse ayant le plus progressé)[11].